# Por Cima dos Montes
Por Cima dos Montes é o oitavo álbum de estúdio da banda de rock cristão Rebanhão, lançado em janeiro de 1996 pela gravadora Warner Music Brasil.
É considerado um dos álbuns de menor destaque da banda, não tendo nenhuma canção de grande repercussão como nos anteriores. Também é o único álbum do Rebanhão com um único vocalista, sendo o tecladista Pedro Braconnot (também produtor do disco) intérprete de todas as canções e autor da maior parte delas. Por outro lado, também é o álbum da banda com mais regravações, das músicas "Salas de Jantar", "Contemplar", "Razão" e "Flor do Campo".

## Antecedentes
Em 1993, o Rebanhão lançou o seu último álbum pela gravadora Gospel Records, Enquanto É Dia, que também foi o primeiro trabalho com Pablo Chies (guitarra), Rogério dy Castro (baixo) e Wagner Carvalho (bateria). Ainda em 1994, a Warner Music Brasil se interessou pela banda e relançou a coletânea Grandes Momentos (1994) em CD, cujo repertório trazia músicas gravadas nos álbuns Semeador (1986) e Novo Dia (1988).

## Gravação
Com a proposta de álbum inédito, o grupo entrou no Mega Studio, de propriedade da banda, e trabalhou em Por Cima dos Montes ao longo do ano de 1995, com composições predominantes do tecladista, vocalista e produtor Pedro Braconnot. Além de oito músicas inéditas, o grupo regravou quatro sucessos anteriores do Rebanhão, incluindo um tributo a Janires com uma nova versão de "Salas de Jantar".
O cantor Tuca Nascimento participou da faixa-título "Por Cima dos Montes" e Edilson Maia, cantor solo que recorrentemente Pedro produzia, fez backings. Na música "Eu Voltarei", de Tutuca Borba e Sobreira Batelli, foi inclusa uma curta pregação de Marco Antonio, pastor da Comunidade Evangélica Internacional da Zona Sul.

## Lançamento e recepção
| Críticas profissionais | Críticas profissionais |
| Avaliações da crítica  | Avaliações da crítica  |
| Fonte                  | Avaliação              |
| ---------------------- | ---------------------- |
| O Propagador           | [ 8 ]                  |
| Super Gospel           | [ 7 ]                  |

Por Cima dos Montes foi lançado em janeiro de 1996 pela Warner Music Brasil. Retrospectivamente, o projeto recebeu críticas negativas. O guia discográfico do O Propagador atribuiu a cotação de 2 estrelas de 5 ao projeto, justificando que é um "álbum praticamente solo de Pedro Braconnot com a alcunha do Rebanhão" e que tem "regravações em excesso".
Em 2016, 20 anos após o lançamento do álbum, a crítica retrospectiva do Super Gospel também foi negativa, com cotação de 2,5 estrelas de 5. Em texto de Tiago Abreu, é defendido que o projeto "consegue unir arranjos e produção musical de respeito e um repertório pouco atraente, contradição que consegue camuflar parte de seus defeitos menos significativos.".
A edição original do álbum de 1996 saiu em CD e vinil, mas com um erro na lista de faixas do CD. A gravadora promoveu um relançamento de Por Cima dos Montes em setembro de 2002, com nova capa e encarte com correções aos problemas encontrados na versão original.

## Faixas
A seguir lista-se as faixas, compositores e durações de cada canção de Por Cima dos Montes, segundo o encarte do disco.
| N.º | Título                                     | Compositor(es)                  | Vocais          | Duração |  |
| 1.  | "Sempre Estar Contigo"                     | Pedro Braconnot                 | Pedro Braconnot | 4:25    |  |
| 2.  | "Louvor"                                   | Jorge Guedes                    | Pedro Braconnot | 4:12    |  |
| 3.  | "Eu Voltarei"                              | Tutuca Borba e Sobreira Batelli | Pedro Braconnot | 3:46    |  |
| 4.  | "Por Cima dos Montes"                      | Pedro Braconnot                 | Pedro Braconnot | 4:24    |  |
| 5.  | "Noiva"                                    | Pedro Braconnot                 | Pedro Braconnot | 4:06    |  |
| 6.  | "Salmo 147"                                | Pedro Braconnot                 | Pedro Braconnot | 4:09    |  |
| 7.  | "Pout-porri: Salas de Jantar / Contemplar" | Janires / Pedro Braconnot       | Pedro Braconnot | 3:45    |  |
| 8.  | "Ligado na Videira"                        | Pedro Braconnot e Pablo Chies   | Pedro Braconnot | 3:23    |  |
| 9.  | "Crazy for Jesus"                          | Pedro Braconnot                 | Pedro Braconnot | 3:33    |  |
| 10. | "Razão"                                    | Pedro Braconnot                 | Pedro Braconnot | 4:08    |  |
| 11. | "Flor do Campo"                            | Pedro Braconnot                 | Pedro Braconnot | 3:46    |  |

## Ficha técnica
A seguir estão listados os músicos e técnicos envolvidos na produção de Por Cima dos Montes:
Banda
- Pedro Braconnot - vocal, teclado, sintetizadores, piano, produção musical, mixagem e masterização
- Pablo Chies - guitarra, violão
- Rogério dy Castro - baixo
- Wagner Carvalho - bateria, percussão

Músicos convidados
- Tuca Nascimento - vocal de apoio em "Por Cima dos Montes"
- Marco Antonio - vocal em "Eu Voltarei"
- Edilson Maia - vocal de apoio
- Roberta Rezende - vocal de apoio
- Valéria - vocal de apoio

Equipe técnica
- Ronaldo Rezende - masterização